# Kim Woo-yong
Kim Woo-yong (kor. 김우용; ur. 26 września 1971) – południowokoreański zapaśnik walczący w stylu wolnym. Mistrz świata w 1999 roku.